# Набережная реки Фонтанки
Набережная реки Фонта́нки (в 1913—1915 — Набережная Принца Петра Георгиевича Ольденбургского)  в Санкт-Петербурге начинается от начала реки Фонтанки (в Неве) и заканчивается в месте впадения Фонтанки в Большую Неву. Набережная проходит по обеим сторонам реки, причём левая (чётная, восточная) её часть начинается раньше правой (по правой стороне, на участке, ограниченном Невой, Фонтанкой, Мойкой и Лебяжьей канавкой, находится Летний сад).
На набережных реки Фонтанки организовано одностороннее движение: по правому берегу транспортный поток идёт в сторону Летнего сада, по левому — к Галерному острову. С 2017 года вдоль автодорог с двух сторон почти на всём протяжении реки организованы две велосипедные полосы.

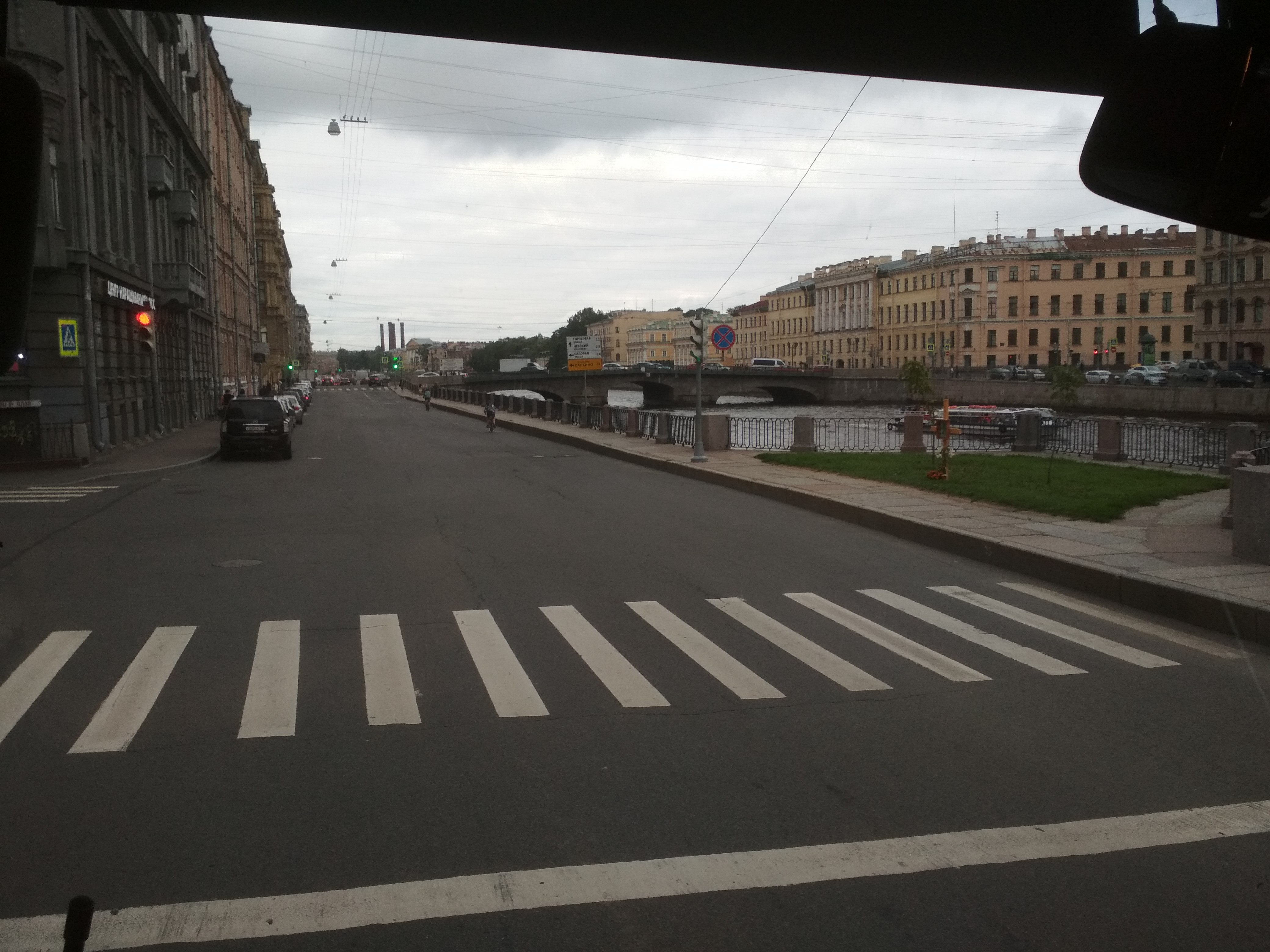
Набережная реки Фонтанки у Никольского переулка, правая сторона, движение в сторону Летнего сада

## Здания и достопримечательности
- Летний сад
- Михайловский замок, проект дворца был выполнен архитектором В. И. Баженовым по поручению императора Павла I. Строительством руководил архитектор В. Бренна (который долгое время ошибочно считался автором проекта) (1797—1800), внутренняя перестройка и перепланировка интерьеров для нужд инженерного училища была осуществлена А. Я. Андреевым (1829—35).
- Памятник Чижику-Пыжику
- Дом № 2 — Дом Баура (1781, архитектор Ю. М. Фельтен (предположительно))[3] ( 7802547000 (ЕГРОКН). 7810706000 (БД Викигида)).
- Дом № 3 — Здание тяговой подстанции, известной как «Блокадная подстанция» (1920-е, архитектор Р. Н. Коханова)[4]. Яркий пример супрематической архитектуры Ленинграда[4] Мемориальная доска «Подвигу трамвайщиков блокадного Ленинграда. После суровой зимы 1941—1942 года эта тяговая подстанция дала энергию в сеть и обеспечила движение возрожденного трамвая» (здание находится под угрозой сноса)[5]. Восточное окончание набережной

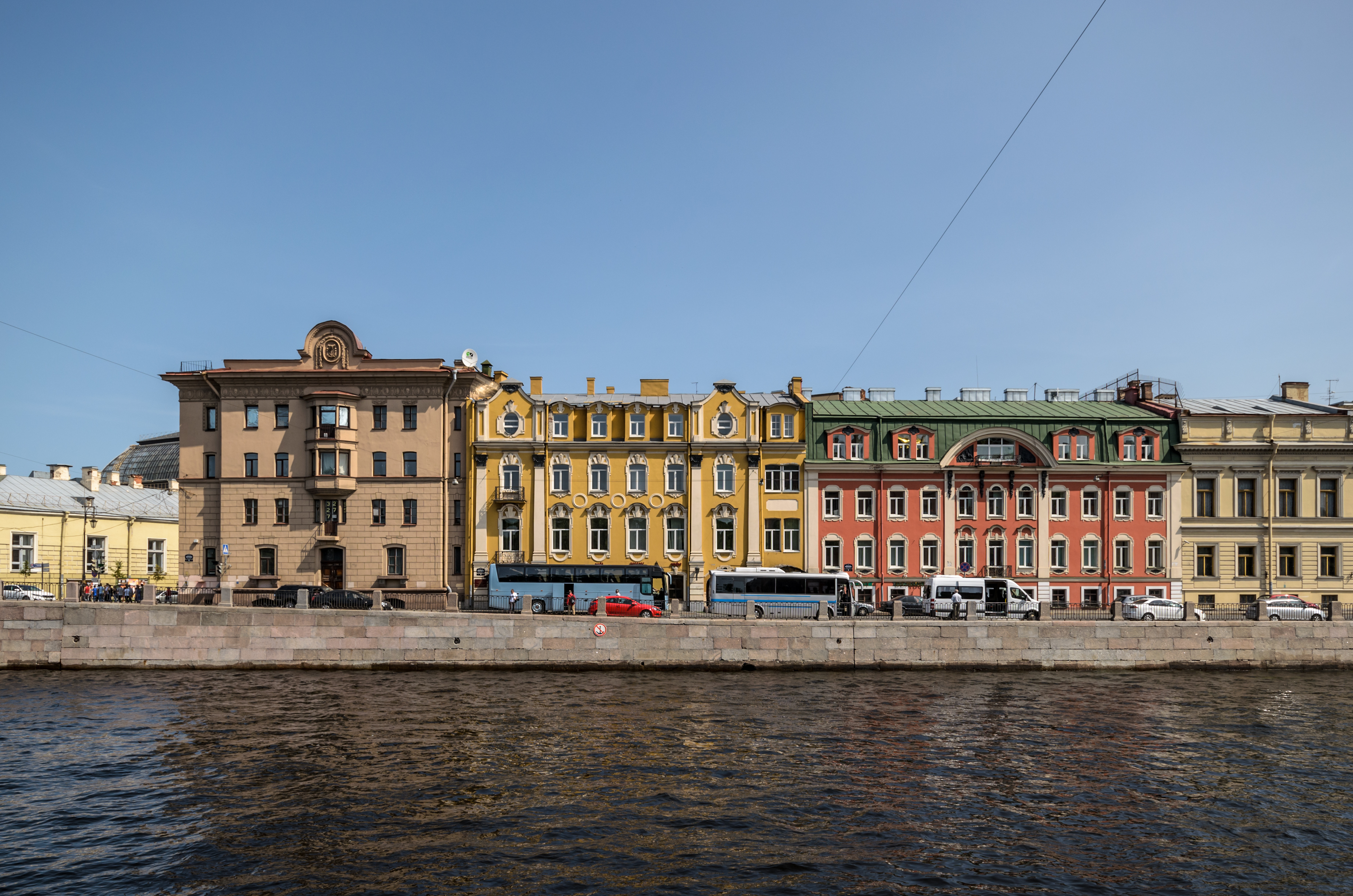
Восточное окончание набережной

- Дом № 3 — цирк Чинизелли (1876—1877, архитектор В. А. Кенель), сейчас — Санкт-Петербургский государственный цирк.
- Дом № 6 / ул. Чайковского, дом 1 — здание Императорского училища правоведения (архитектор В. П. Стасов), в котором теперь расположен Ленинградский областной суд  памятник архитектуры (федеральный)[6].
- Дом № 7 — Дом графини Паниной (1832, архитектор А. К. Кавос; 1841, архитектор А. И. Штакеншнейдер)[7].
- Дом № 8 — улица Оружейника Федорова, 1; Гангутская улица, 2 — Дом Е. А. Алексеевой, построен в конце XVIII века. В 1835 году дом принадлежал жене штабс-капитана Штакенберг; в 1878 году домом владела артистка Александринского театра Екатерина Александровна Алексеева. В этом доме с 1897 по 1913 годы жил архитектор-художник Э. И. Бушман. С 1913 по 1931 годы здесь жил архитектор О. О. фон Витте, а затем его дочь Лидия.
- Дом № 10 — ул. Пестеля, 2, Гангутская ул., 1, Соляной пер., 9, 11 «Соляной городок»[8]
- Дом № 11 — Дом Хмельницкого (1864, архитектор Н. П. Гребёнка). Здесь, в кругу его друзей, состоялось первое чтение в Петербурге комедии «Горе от ума» её автором, А. С. Грибоедовым. В 1900—1906 гг. одна из квартир принадлежала С. П. Дягилеву.
- Дом № 14 — Дом Олсуфьевых[9]. 7800378000
- Дом № 15 (Караванная улица, 12) — здание Петроградского губернского кредитного общества и кинематографа «Сплендид палас» (1914—1916, архитекторы К. С. Бобровский, Б. Я. Боткин, скульптор А. Е. Громов). 7 ноября 1918 года здесь прошла премьера первого советского фильма «Уплотнение» (сценарий А. В. Луначарского, А. П. Пантелеева, режиссура А. П. Пантелеева, Пашковского, Долинова, оператор: В. Лемке). В 1932 году кинотеатр был переименован в «Рот-Фронт», с 1948 года это кинотеатр «Родина» — первый детский Ленинградский кинотеатр и Дом кино[10]. Сейчас здание занято Русской Христианской Гуманитарной Академией.
- Дом № 16 — Особняк семьи графа Виктора Кочубея (1820-е, Огюст Монферрана). Земельное владение для строительства выкупили у князя Александра Лобанова-Ростовского. До 1837 года в особняке жила Наталья Загряжская, салон которой посещала самая разнообразная публика, включая императорскую семью[11]. Позднее в здании размещался бывший штаб Отдельного корпуса жандармов, при советской власти — Ленинградская коллегия адвокатов, городской и областной суды[12]. До 2013-го особняк занимал Санкт-Петербургский городской суд[13].  7802171000
- Дом № 18 — Дом Пашковых, позднее графа В. В. Левашова (1836, архитектор А. К. Кавос).  7810665000
- Дом № 19 — Доходный дом княгини Урусовой[14].

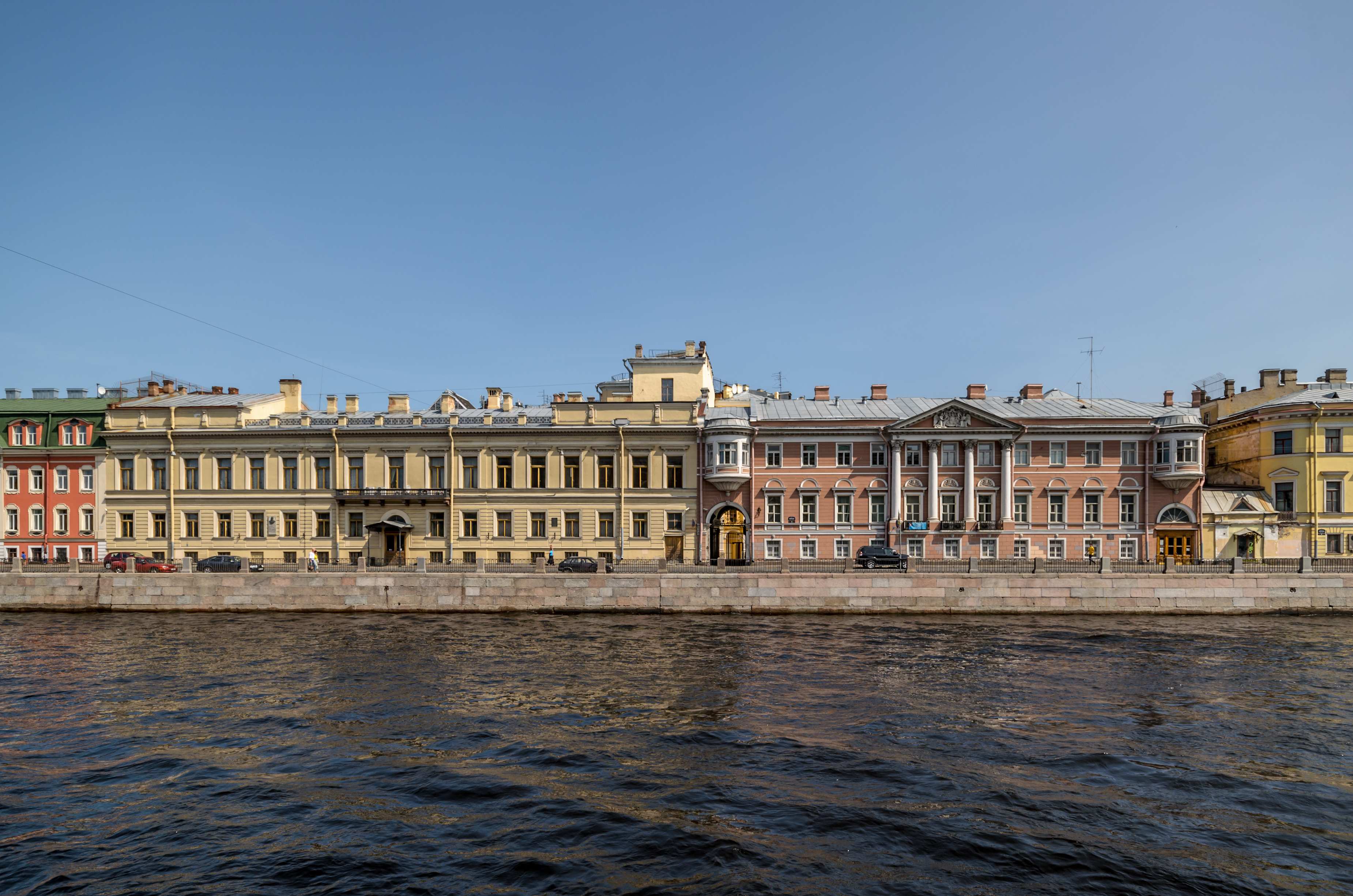
Городской суд и дом Пашковых

- Дом № 20 — дом П. В. Неклюдова (дом Министерства Императорского Двора, «дом Голицына»). 1787—1790, архитектор Ф. И. Демерцов[15]. В 1792 году П. В. Неклюдов продал его фрейлине Екатерине Вадковской, дочери графа И. Г. Чернышёва, которая после кончины супруга продала его в казну в 1811 году. С тех пор до 1917 года этот дом числился за Министерством императорского двора Российской империи. В 1812—1824 годах он был резиденцией князя А. Н. Голицына, по указанию которого в 1812 году в нём А. Н. Воронихиным была оборудована домовая церковь во имя Пресвятой Троицы, освящённая будущим митрополитом Филаретом[16].
- Дом № 21 — Шуваловский дворец (дворец Д. Л. Нарышкина; 1790-е, 1844—1846, архитектор Б. де Симон)[17].  памятник архитектуры (федеральный) Некоторое время здесь располагалась штаб-квартира РБО. На спуске к Фонтанке установлен памятный знак «Блокадная прорубь»[18].
- Дом № 22 — Дом купца В. Ф. Громова (архитектор Г. И. Винтергальтер). Мемориальная доска в память жившего здесь купца, садовода и мецената В. Ф. Громова[19], а также в честь писателя М. И. Пыляева[20]. Во флигеле во дворе в советское время находился клуб 15-го ремонтно-строительного управления. Здесь в феврале—марте 1964 года состоялся показательный суд над обвинённым в тунеядстве Иосифом Бродским. Поэта приговорили к пяти годам ссылки «с обязательным привлечением к труду по месту поселения», без возможности обжаловать приговор.
- Дом № 26 — Дом Мижуева (1804—1806, архитектор А. Д. Захаров). Петрозаводский лесопромышленник К. Е. Мижуев (1753—1827) был одним из подрядчиков на строительстве Михайловского замка[21]. В 1816 году здесь жил Павел Пестель[22], а с 1823 года и до конца жизни — Николай Карамзин[23]. 7802551000 До 2012 года в доме находилась студия «Позитив», записывались сюжеты для телепередачи «Городок»[24][25].
- Дом № 27 — Дом княгини Шаховской (здание ПОМИ РАН)
- Дом № 28 — Дом Садофьева (перестроен в 1842 году, архитектор А. Х. Пель). 7802550000
- Дом № 30 — Доходный дом архитектора И. Е. Старова (1780—1789)[26].

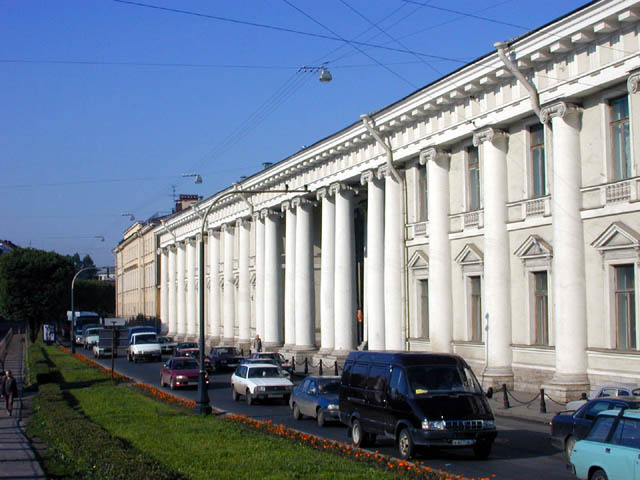
Здание «Кабинета»

- Дом № 31 — «Кабинет Его Императорского Величества» (1803—1805, архитектор Д. Кваренги; 1809—1811, архитектор Луиджи Руска)[27]. Входит в комплекс зданий Аничкова дворца.
- Дом № 32 — Дом Г. Г. Кушелева (1852—1853, архитектор А. И. Штакеншнейдер)[28].
- Дом № 33 — «Новый дом Кабинета» (1809—1810, архитектор Л. Руска), входящий в комплекс зданий Аничкова дворца[29].
- Дом № 34 — бывший дворец Шереметевых, прозванный Фонтанный дом[30]. С 1989 года в южном флигеле дворца находится Музей Анны Ахматовой[31], которая прожила здесь более 30 лет. В рамках гражданской инициативы «Последний адрес» 22 марта 2015 года на доме установлены мемориальные знаки с именами востоковеда Николая Николаевича Пунина, арестованного 26 августа 1949 года и умершего 21 августа 1953 года в Минлаге, Коми АССР[32], и рабочего Генриха Яновича Каминского, арестованного 19 сентября 1941 года и умершего 3 ноября 1943 года в Тайшетлаге[32].
- Дом № 35 — Дом купца Евсевьева — Дом Серебряниковых (1807—1812, архитектор Г.-Х. Паульсен)
- Дом № 36 — Здание Екатерининского института (1804—1807, архитектор Д. Кваренги; 1823—1825, архитектор Д. Квадри)[33].
- Дом № 38 — Доходный дом Степанова (1848, архитектор Г. А. Боссе). 7802651000
- Дом № 40 средняя часть — доходный дом (1839, архитектор В. Е. Морган).
- Аничков дворец
- Аничков мост
- Дом № 41 — дом Кочневой (1805—1806[34], архитектор Луиджи Руска). Здание построено по заказу купца Фёдора Ильина. Нина Павловна Кочнева стала последней хозяйкой дома. После революции в 1918 году ей удалось добиться присвоения зданию статуса исторического, поэтому его не отдали под коммунальное жильё[35].
- Дом № 42 (Невский проспект, 41) — Дворец Белосельских-Белозерских (1847—1848, архитектор А. И. Штакеншнейдер)[36].
- Дом № 44 — Подворье Троице-Сергиевой лавры (1857—1858, архитектор А. М. Горностаев). Отделка фасада воссоздана в 1995 году. В настоящее время — здание основного русского фонда библиотеки им. В. В. Маяковского
- Дом № 46 — Дом Дубянских (Н. В. Зиновьева, Н. Ф. Карловой), 1790-е, в настоящее время — мемориальная библиотека князя Г. В. Голицына  781720875310006 (ЕГРОКН). 7810706000 (БД Викигида)[37].
- Дом № 50, литера А — историческое здание, построенное примерно в 1851 году. В этом доме в 1903—1917 год жил архитектор Юлий Бенуа, в 1918—1942 годах — архитектор Лев Ильин, в 1948—1965 — художник Евгений Чарушин, в 1975—1978 гг. — дирижёр Карл Элиасберг[38].
- Дом № 51-53 — Дом Лыткиных — Дом дирекции императорских театров.
- Дом № 54 — Доходный дом графа М. П. Толстого (1910—1912, Ф. И. Лидваль). В сложную планировку здания включена последовательность трёх соединённых арками проходных дворов, ведущая с набережной Фонтанки на улицу Рубинштейна. В доме жил целый ряд знаменитых личностей[39][40].
- Дом № 55/6 — доходный дом Ветошкиных-Полежаевых. В 1840-х был трёхэтажным и принадлежал чиновничьей жене Жилиной. В 1863 году здание надстроил и расширил новый владелец Иван Михайлович Ветошкин, в 1864-м в доме провели водопровод. Вплоть до 1900-го в доме работала гостиница «Европа». В 1901-м новый хозяин дома С. Н. Полежаев заказал у архитектора Петра Гилева надстройку здания на ещё один этаж. В разные годы жильцами дома были знаменитые петербуржцы — писатель Лидия Чарская (1905—1912), актриса Екатерина Корчагина-Александровская (1915—1951), режиссёр Николай Петров (1930-е)[41].
- Дом № 57 — Министерство внутренних дел (1830—1834, архитектор К. И. Росси)[42].
- Дом № 59 — Лениздат (1964, архитектор С. И. Неймарк, В. Ф. Хрущев и др.).
- Дом № 62 — Петровское коммерческое училище купеческого общества (1882, архитектор Ф. С. Харламов, В. И. Токарев, П. И. Гилёв).
- Дом № 64 — Дом Г. Г. Елисеева (1889—1890, архитектор Г. В. Барановский). 7830824000
- Дом № 65 — Дом графа А. С. Апраксина — Малый театр — Большой драматический театр имени Г. А. Товстоногова (1878, архитектор Л. Ф. Фонтана)[43].
- Дом № 68 — Здание Северо-Западного главного управления Банка России. Построено в 2004 году на месте снесенного доходного дома Я. В. Змеева с воссозданием фасада снесенного здания[44].
- Дом № 70—72 — Главное казначейство (1913—1915, архитектор Д. М. Иофан и С. С. Серафимов при участии С. С. Корвин-Круковского)[45].
- Дом № 74—78 — Здания Ссудной казны и государственных сберегательных касс (1899—1900),  781610571470035 (ЕГРОКН). 7810706000 (БД Викигида)[46].
- Дом № 79 — Дом Кукановой (Кладо) (1831—1832, архитектор А. И. Мельников)[47].
- Дом № 81 (Гороховая ул., 57) — Дом Яковлевых (Евментьева А. Ф.), также «Ротонда на Гороховой» (1780—1790-е, в 1856 году перестроен по проекту Г. И. Винтрегальтера)[48].  7810115000
- Дом № 83 — Дом Лихачёва (1780—1800).
- Дом № 84 — Дом П. П. Жако (1834).
- Дом № 85 — Доходный дом Юсуповых.
- Дом № 86—88 — Дома Мещанского общества (1910, архитектор Н. К. Прянишников). 7830844001
- Дом № 87 — Дом Лебедева (1808—1809).  памятник архитектуры (федеральный)[49].
- Дом № 89 — Дом Г. Г. фон Лерхе.
- Дом № 90 — Казармы местных войск.  памятник архитектуры (федеральный)[50]. Штаб-квартира Отдельного Фельдъегерского корпуса Его Императорского Величества, до 1918 года[51].
- Дом № 91 — Доходный дом С. П. Горсткина (1875—1881, архитектор Г. И. Карпов).
- Дом № 92 (Гороховая ул., 59) — Дом Устинова К. (Петровых), также известен как «дом-кольцо» (1817—1822, архитектор Шарлемань И. И. 1-й). Предназначался для сдачи квартир в наём. Здание стало первым круглым домом в Петербурге[48]. 7810118000
- Дом № 97—101 — Дома Полторацких.
- Дом № 97 — Дом Олениных, в котором в 1820 году Пушкин впервые встретился с Анной Керн.
- Дом № 104 — Центральная электростанция Бельгийского акционерного общества «Электрическое освещение С.-Петербурга» (1898—1899, архитектор П. С. Самсонов, гражданский инженер Н. Ф. Савельев)[52].
- Дом № 106 — Обуховская больница.
- Дом № 110 — дом Карла Маевского, построен в 1881 на месте более старого здания,  791410028520005 (ЕГРОКН). 7810706000 (БД Викигида)[53]
- Дом № 112 — Дом директора Константиновского военного училища (1806—1809, архитектор А. Е. Штауберт).
- Дом № 114 — Санкт-Петербургский государственный молодёжный театр на Фонтанке[54].
- Дом № 114А — Санкт-Петербургский театр Буфф.
- Дом № 115 — Юсуповский дворец (1790, архитектор Д. Кваренги).
- Дом № 116 — Доходный дом Тарасовых (1849, архитектор Боссе Г. Э.)
- Дом № 117 — Главное управление путей сообщения и публичных зданий (1859—1861, архитектор Н. П. Гребёнка); прежде на этом месте стоял пансион аббата Николя.
- Дом № 118 — Дом Г. Р. Державина, здания Римско-католической коллегии, перестроены А. М. Горностаевым в 1848—1850, впоследствии надстроены и расширены.
- Дом № 119 — Дом М. Д. Тарасовой (1849, архитектор А. М. Болотов).
- Дом № 120 (Измайловский пр., 2) — Казармы Лейб-гвардии Измаиловского полка (1800-е, архитектор Луиджи Руска).
- Дом № 121 — доходный дом (1913—1914, архитектор В. В. Шауб). В этом доме В. В. Шауб жил до своей смерти.
- Дом № 122 — доходный дом Серебряковых. Мемориальная доска «В этом доме с 1913 по 1917 жил и работал великий советский композитор Сергей Сергеевич Прокофьев».
- Дом № 123 — общежитие ЛИСИ, проект С. И. Евдокимова, А. А. Оля и Н. В. Устиновича
- Дом № 126, литера А — доходный дом В. Г. и О. М. Чубаковых (1912—1913, архитектор И. И. Долгинов)[55]. 7830864000 В доме жила семья архитектора Владимира Фёдоровича Овчинникова; один из сыновей Кирилл Владимирович, фотограф, член комиссии по истории, охране и реставрации памятников архитектуры при Доме архитектора; другой сын журналист-международник Всеволод Владимирович[56].
- Дом № 127 / Вознесенский проспект, 57 — доходный дом (1882, архитектор А. Р. Гешвенд). Надстроен. Реконструирован[57].
- Дом № 128 — доходный дом Мышкина, 1858 год, арх. Александр Кулаков[58].
- Дом № 129 — Доходный дом С. Р. Жданова (1858, архитектор А. Х. Пель)[59].
- Дом № 130 — Особняк П. А. Поповой (1822—1825).
- Дом № 131/36 — Доходный дом Шерцеров — С. И. и Б. И. Марголиных (1835—1837 — архитектор Е. Т. Цолликофер — перестройка и расширение; 1914 — архитектор А. Л. Лишневский — перестройка, включен существовавший дом). На доме установлена мемориальная доска о том, что в нём с 1950 по 1979 год жил композитор В. П. Соловьев-Седой[60][61].
- Дом № 132 — Бывшая Александровская больница.
- Дом № 133 — В доме жил Сергей Рахманинов.
- Дом № 141 — особняк К. Л. Дворжака (1841, архитектор Ф. И. Руска)[62]. 7830869000
- Дом № 143 — доходный дом Яковлевой[63].
- Дом 145б Лит. А — Дом А. Я. Шагина (Зыковых), в котором располагалась редакция журнала «Русская старина». Здание конца XVIII века было перестроено в 1877-м арх-м Д. В. Знобишиным, а в 1910-м — Д. Г. Фомичёвым[64]. С 2008-го здание является предметом судебных тяжб и противостояния между градозащитниками, городской администрацией и новым владельцем, который хочет открыть в нём гостиницу[65]. В 2015-м дом получил статус объекта культурного наследия регионального значения[66]. В 2019 году по решению КГИОП изменили предмет охраны, оставив в нём только лицевой фасад и интерьеры парадной лестницы, остальные части дома разрешили снести. Демонтаж начался в июне 2022 года, к 22 числу были разрушены кровля, внутренние стены и часть дворового фасада. По обращению градозащитников Следственный Комитет начал проверку законности решения КГИОП[67][68]. 7830845000

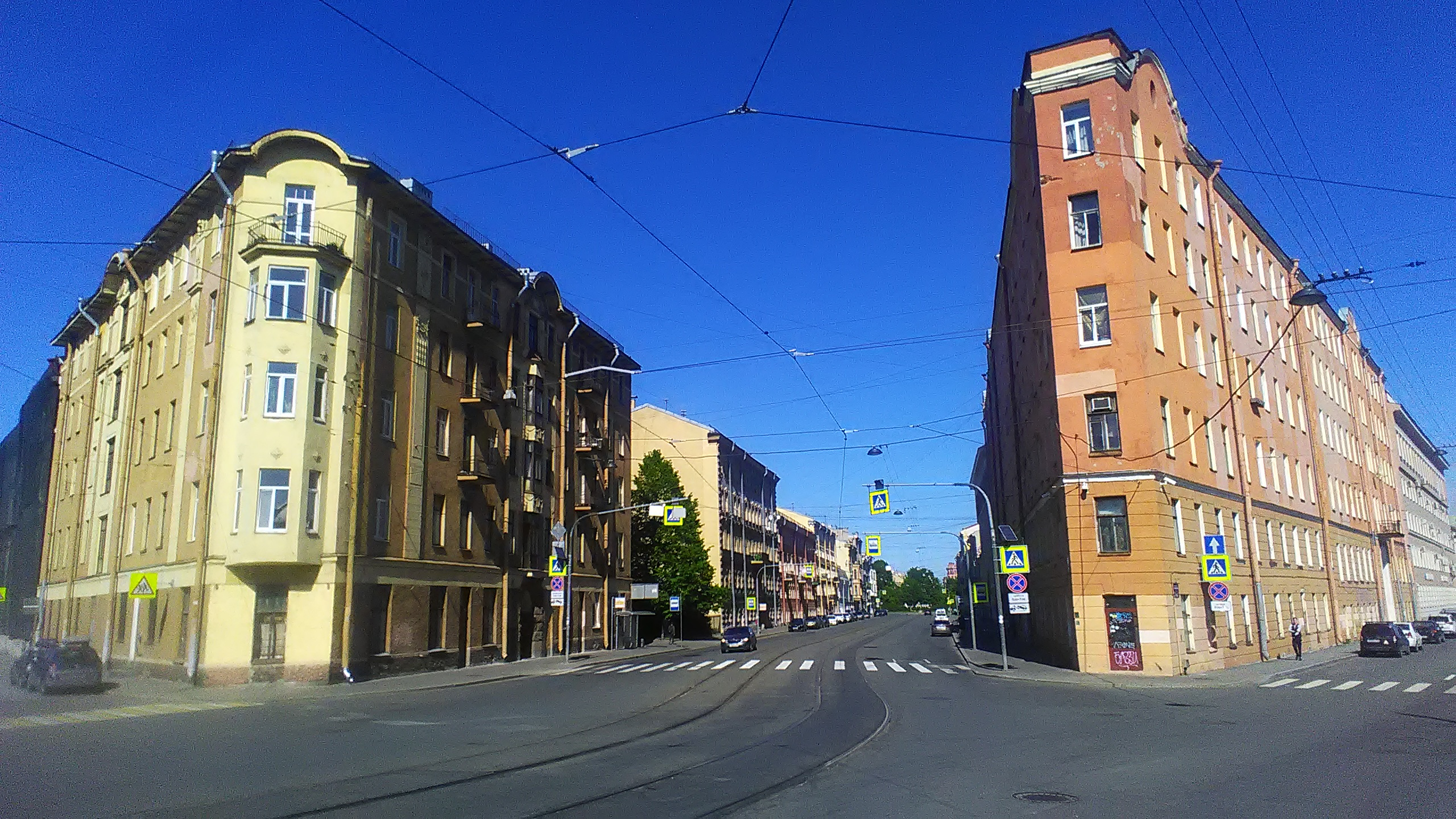
Угол Фонтанки и Садовой улицы, справа — «Дом-утюг» (наб. Фонтанки, 199)

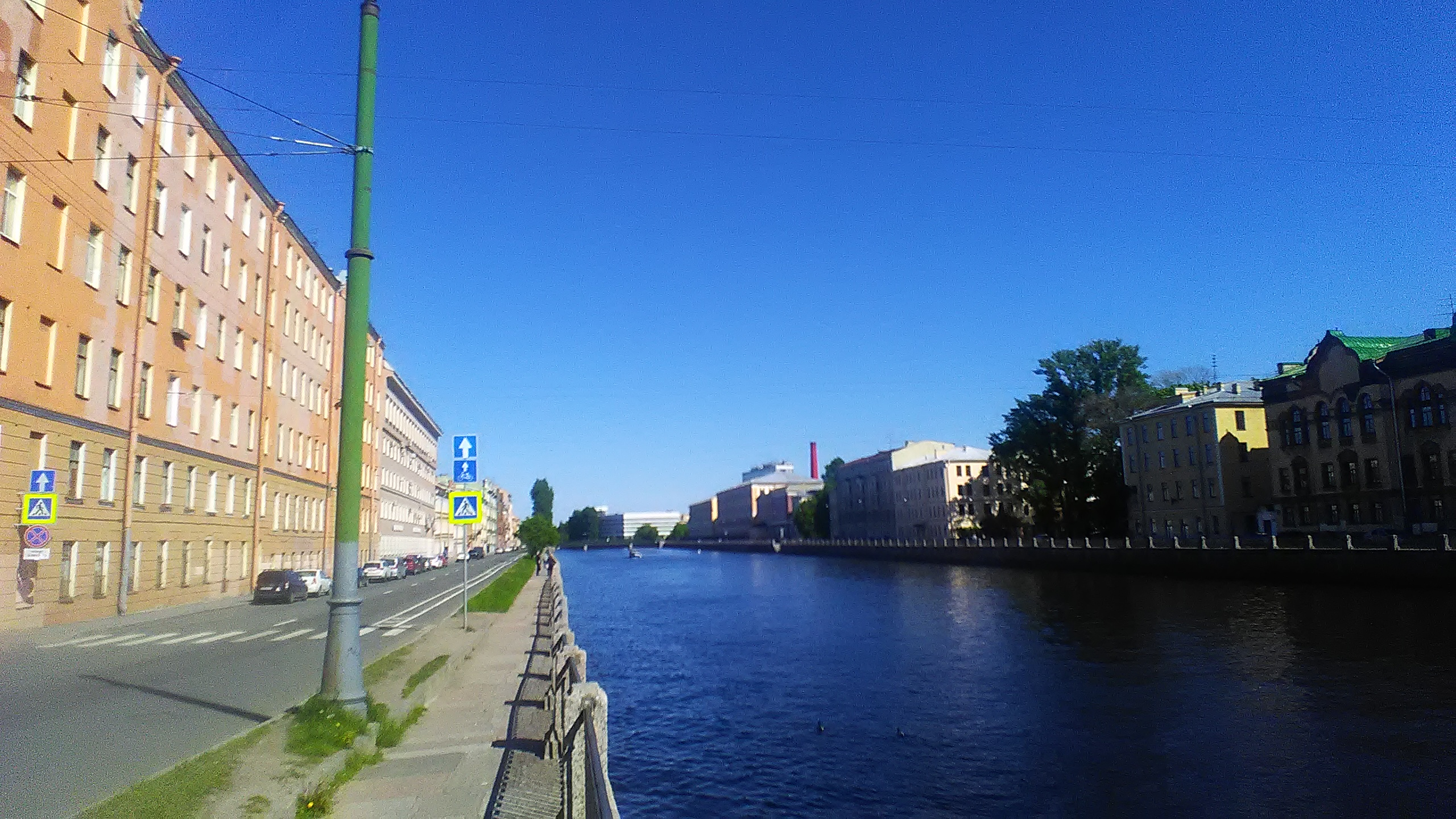
Начало велосипедной полосы («дом-утюг» слева)

- Дом № 148 — Гериатрический городской медико-социальный центр (первое в России подобное медицинское учреждение).
- Дом № 152 — Здание Елизаветинской клинической больницы для малолетних детей, сейчас — противотуберкулёзный диспансер № 12 Адмиралтейского района.
- Дом № 153 — Дом Аудиторского департамента Военного министерства (1820). 7830870000
- Дом № 154 — Здание Крестовоздвиженской общины сестёр милосердия (1892—1904, архитектор Ю. Ю. Бенуа).
- Дом № 155 — Особняк Ноинских, кон. XVIII — нач. XIX в. 7832033000
- Дом № 156 — Адмиралтейский госпиталь Императора Петра Великого.
- Дом № 158 — Дом купца Пелевина (1820-е).
- Дом № 159 / Климов пер., 9 — доходный дом Капустина, 1910—1912 годы, архитектор А. Ф. Бубырь.
- 'Дом № 163 / Прядильный переулок, 12 — «Дом Чанжина (М. В. Северова)». Построен в 1801 году по проекту арх. А. А. Михайлова 2-го, перестроен в 1857 году Н. А. Сычевым.  памятник архитектуры (вновь выявленный объект)[69] Использовался как многоквартирный жилой дом. В 2015 году расселен, находится в аварийном состоянии. В 2023 году здание продали с торгов частной компании[70].
- Дом № 164 — Дом надворного советника Отта (1798, автор не установлен)  памятник архитектуры (федеральный)[71]. В 1817—1821 годах в этом доме находился Благородный пансион при Главном педагогическом институте.
- Дом № 166 — б. Калинкин работный дом (с 1720, перестраивался).
- Дом № 169 — особняк П. Д. Семеновой (1837, архитектор А. А. Михайлов). 7830872000
- Дом № 183 — дом и фабрика шёлковых изделий А. И. Ниссена (1872—1873, архитектор И. С. Китнер; 1898, архитектор В. А. Шретер). 7830873000
- Дом № 185 — доходный дом Клокачёва, позднее Урусова [72](изначально построен до 1817 года, расширен в 1836, перестроен в 1903), в котором жили А.С. Пушкин (в 1817-1820 гг.) и К.И. Росси (в 1840-х гг.).  7830874000
- Дом № 189 — доходный дом Богдановича (1833). 7830875000
- Дом № 199 — «Дом-утюг» (1911—1912, архитектор В. В. Шауб).
- Дом № 201 — Съезжий дом 4-й Адмиралтейской части.
- Дом № 203 — корпуса Адмиралтейского судостроительного завода (1908—1912, А. И. Дмитриев, Н. И. Дмитриев).

## География
Пересекает или соприкасается с:

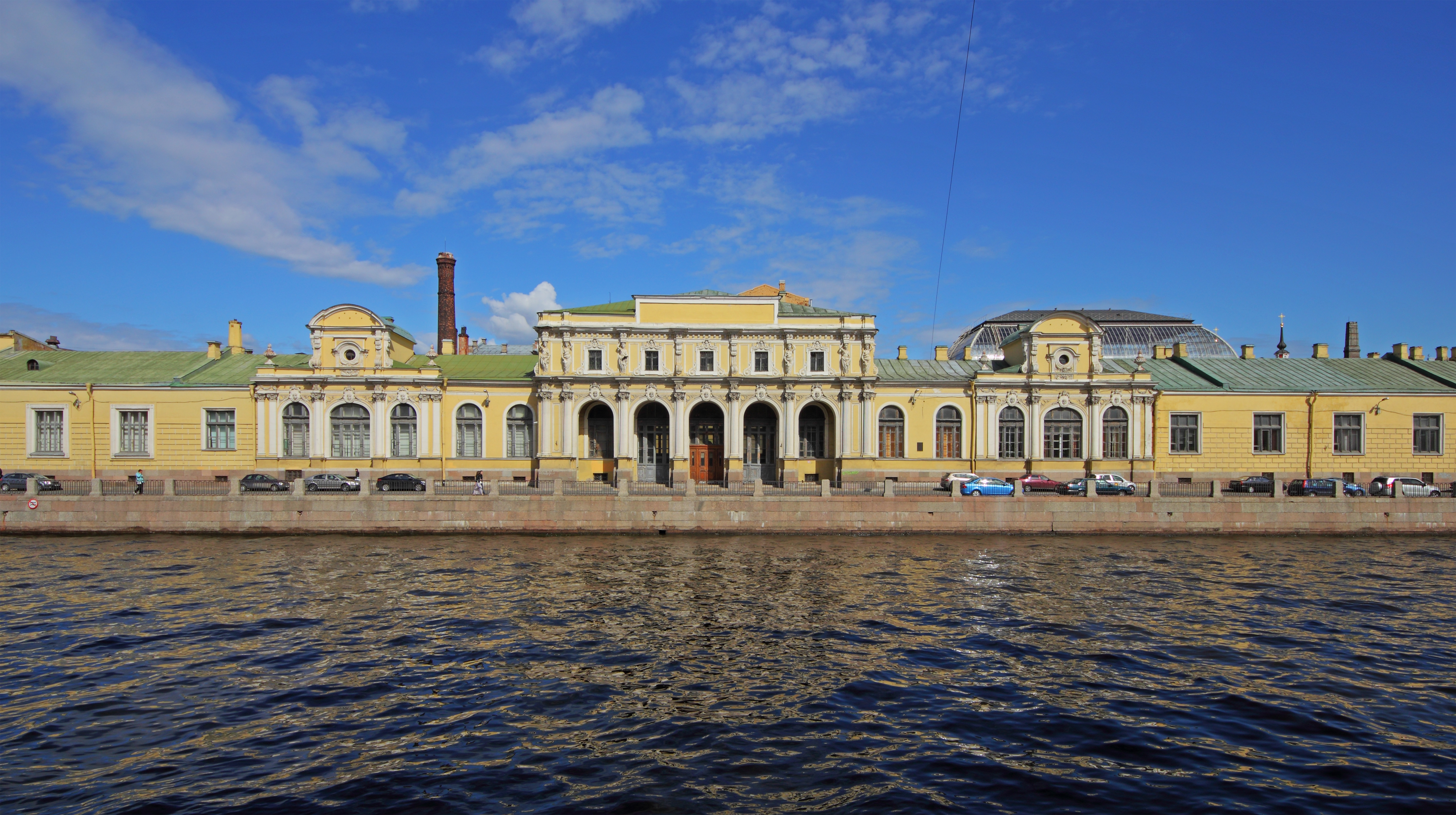
«Соляной городок»

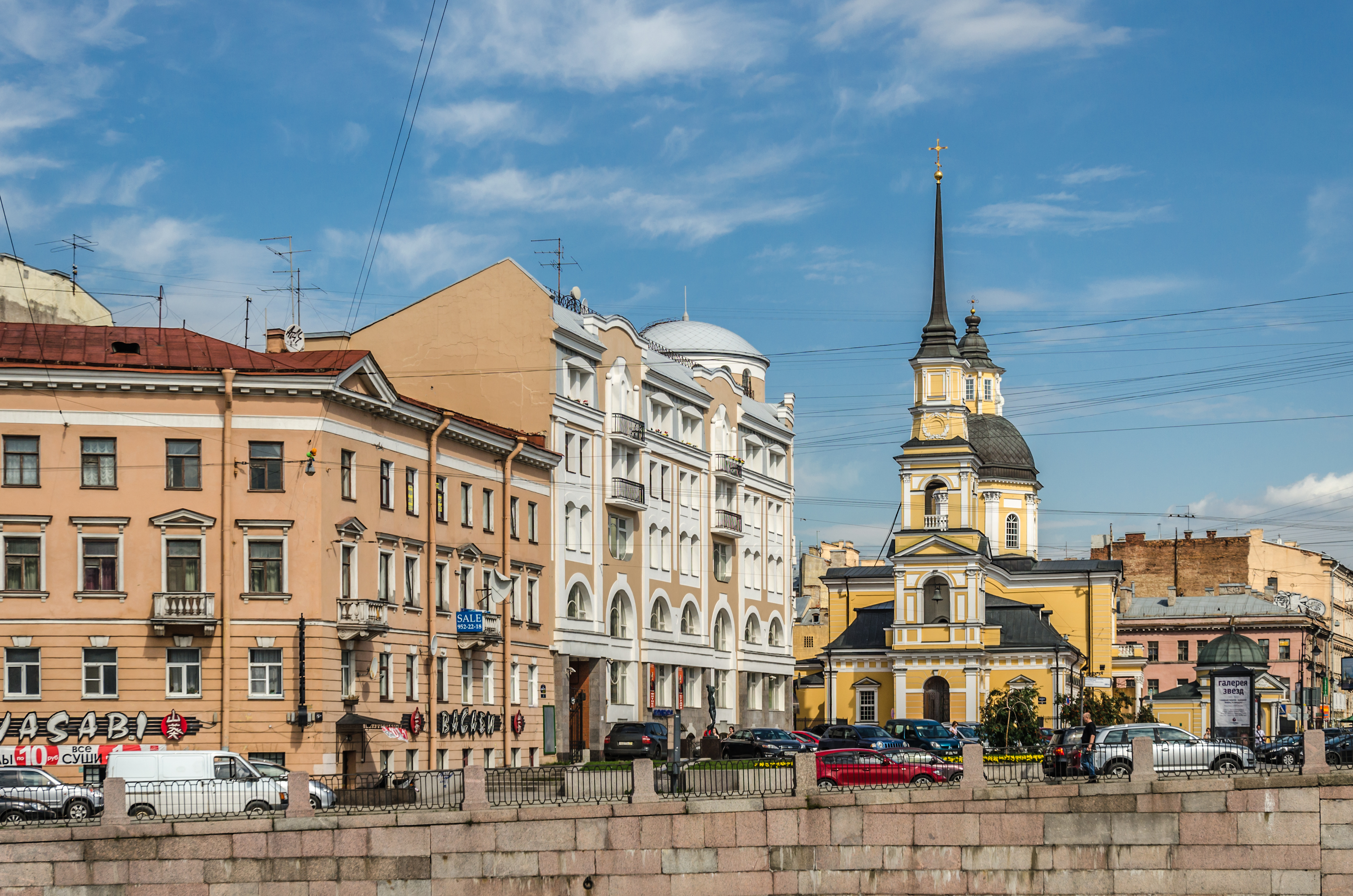
Церковь Симеона и Анны

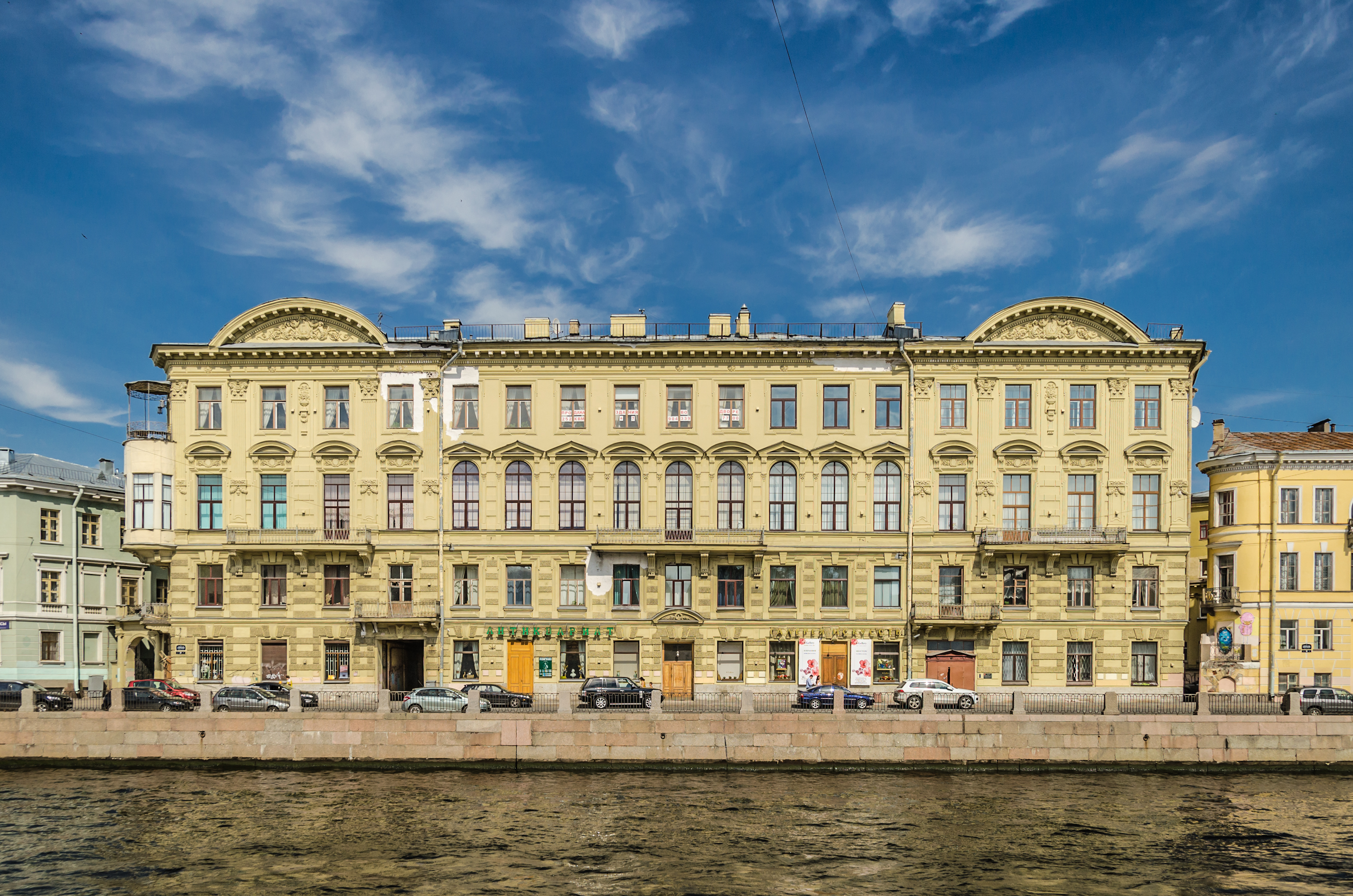
Набережная реки Фонтанки, дом 24

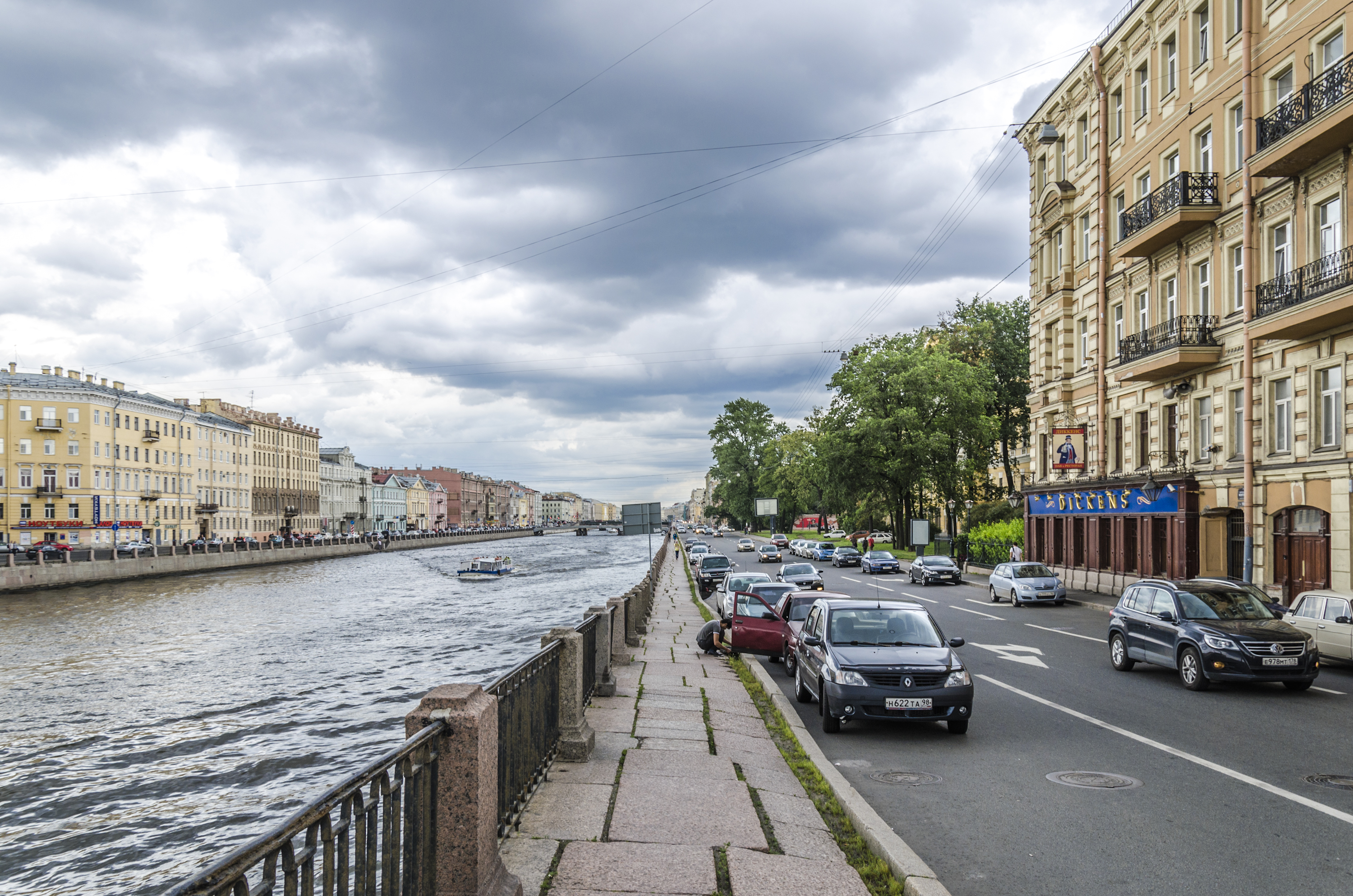
Набережная реки Фонтанки возле Московского проспекта

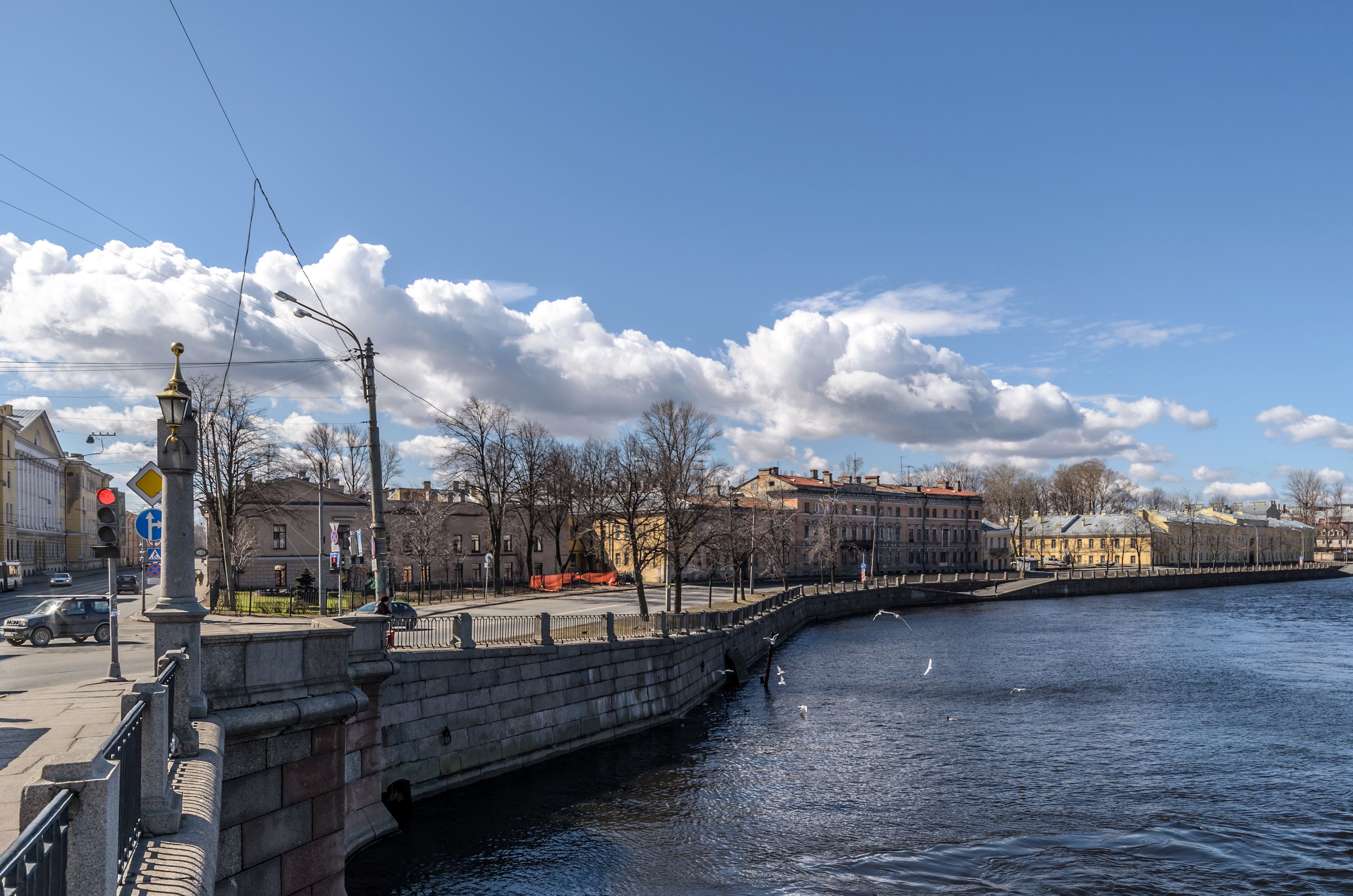
Набережная реки Фонтанки возле площади Репина

- Дворцовой набережной (через Прачечный мост)
- набережной Кутузова
- улицей Чайковского
- улицей Оружейника Фёдорова
- Гангутской улицей
- улицей Пестеля
- набережной реки Мойки (через Пантелеймоновский мост или через 1-й Инженерный мост)
- Инженерной улицей
- улицей Белинского
- Итальянской улицей
- Невским проспектом
- Графским переулком
- Щербаковым переулком
- площадью Ломоносова, через неё с улицей Зодчего Росси, Торговым переулком
- улицей Ломоносова
- Банным переулком
- Инструментальной линией
- переулком Джамбула
- Апраксиным переулком
- Бородинской улицей
- Гороховой улицей
- Семёновской площадью
- Малым Казачьим переулком
- улицей Ефимова
- улицей Введенского Канала
- Обуховской площадью
- Московским проспектом
- переулком Бойцова
- Вознесенским проспектом
- Большой Подьяческой улицей
- Никольским переулком
- набережной Крюкова канала
- переулком Макаренко
- Лермонтовским проспектом
- Прядильным переулком
- Английским проспектом
- Калинкиным переулком
- Дерптским переулком
- Садовой улицей
- Набережной канала Грибоедова
- улицей Циолковского
- площадью Репина
- Лоцманской улицей
- Старо-Петергофским проспектом
- Либавским переулком
- улицей Степана Разина
- Державинским переулком